# Inskrypcja Samuela

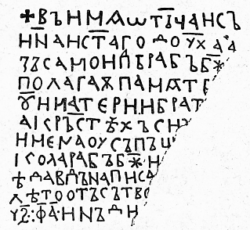
Inskrypcja Samuela

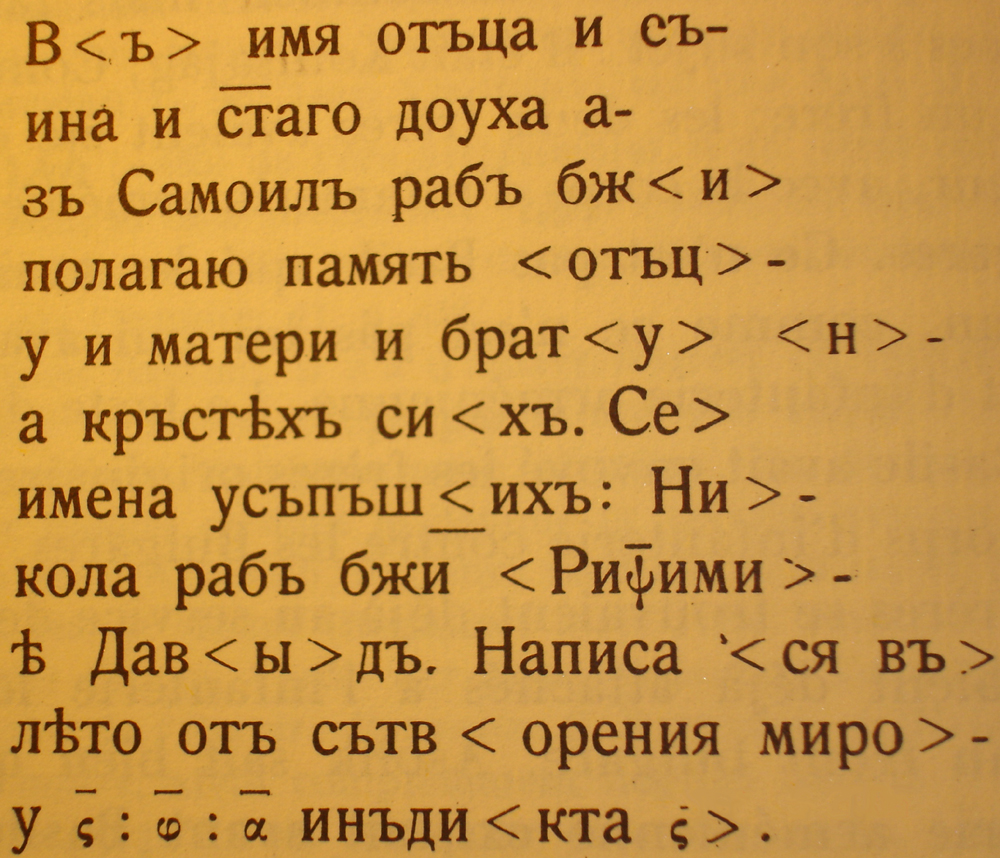
Inskrypcja Samuela (transkrypcja). Litery w nawiasach zostały zrekonstruowane.

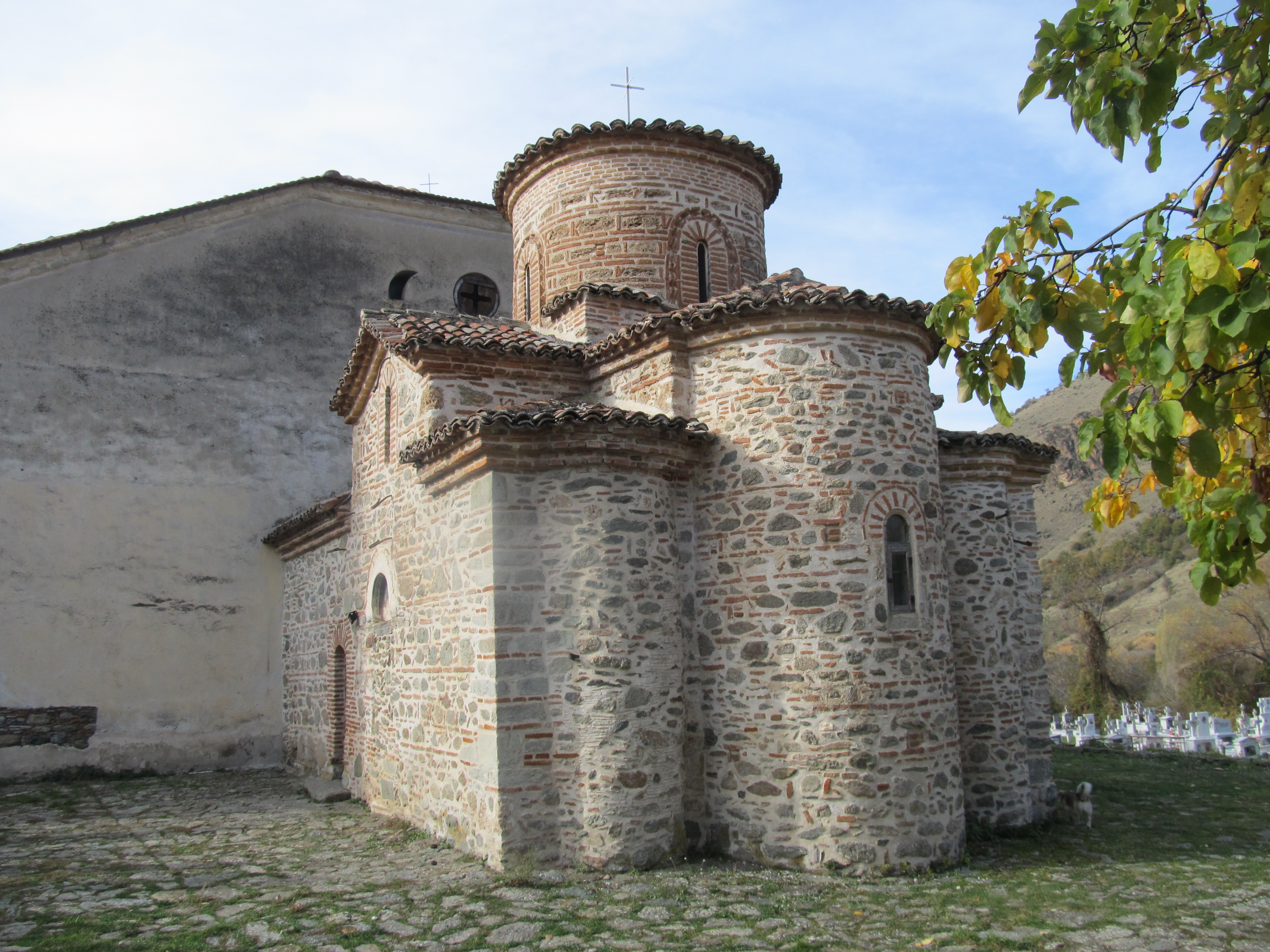
Cerkiew św. Germana, w której odnaleziono napis

Inskrypcja Samuela – inskrypcja nagrobna cara bułgarskiego Samuela, umieszczona na grobie jego bliskich. Stanowi najstarszą inskrypcję zapisaną cyrylicą, której datę powstania można dokładnie określić.

## Dzieje tekstu
Inskrypcja pochodzi z 993 roku i została umieszczona przez cara Samuela na płycie grobowej jego rodziców Mikołaja i Ripsymii oraz brata Dawida w miejscowości German położonej w pobliżu Jeziora Prespańskiego w Macedonii. Częściowo uszkodzona płyta wraz z inskrypcją została odnaleziona w 1888 roku podczas prac budowlanych przy cerkwi św. Germana. Po raz pierwszy inskrypcja została opublikowana przez dyrektora Rosyjskiego Instytutu Archeologicznego w Konstantynopolu Fiodora Uspienskiego w 1898 roku. Obecnie nagrobek rodziców Samuela znajduje się w Muzeum Archeologicznym w Sofii, dokąd został przetransportowany znad Jeziora Prespańskiego w 1916 roku, staraniem etnografa bułgarskiego Stefan L. Kostowa, pełniącego służbę w I Armii Bułgarskiej. Płyta posiada wymiary: 130-125/67-52/10-7 cm.
Inskrypcja obejmuje 11 wierszy i posiada duże znaczenie w paleografii. W oparciu o układ liter można bowiem określić porównawczo czas powstania inskrypcji o nieustalonej dacie.

## Treść inskrypcji
въ имѧ ѡтьца и съина и с҃таго дѹха азъ самоип(л)ь рабъ б҃жи полагаѫ
памѧть ѡтьцѹ и матєри и братѹ на кръстѣхъ сихъ• имєна ѹсъпъшихъ
никола рабъ б҃жи ... ѣ давдъ написа ... въ лѣто отъ сътворєния мирѹ
ѕ҃• фа҃• инъдикта ѕ҃•

### Tłumaczenie
"W imię Ojca i Syna i Ducha Świętego, ja, Samuel, sługa Boż(y), czczę
 
pamięć (ojc)a, matki i brat(a n)a  krzyżu ty(m. Oto) są imiona zmarły(ch:

Mi)kołaj, sługa Boży, (Ripsymia) i Dawid. Napisa(no w) roku 6501 od stw(orzenia świat)a,

indy(kcja VI)".
Fragmenty w nawiasach zostały zrekonstruowane. Rok 6501 od stworzenia świata odpowiada 992-993 AD.